# H-II (ракета-носій)
H-II (H2) — японська ракета-носій, яка здійснила сім запусків (1994–1999 рр.), п'ять з яких були повністю вдалі. Ракета була розроблена NASDA з метою забезпечення запуску великих супутників з території Японії у 1990-і роки. Це була перша двоступенева ракета-носій на рідкому паливі, яка була розроблена з використанням власних технологій. Вона була замінена ракетою-носієм H-IIA через проблеми з надійністю і ціною.

## Історія
До розробки H-II NASDA доводилося використовувати для своїх ракет комплектуючі, які постачалися за ліцензією з США. Зокрема, ключові технології ракети-носія H-I і її попередників були запозичені в американської ракети-носія Дельта. Однак в H-I були додані рідинний двигун першого ступеня LE-7 власної розробки і трердопаливні прискорювачі.
Згідно пресс-релізу NASDA, при розробці H-II дотримувались наступних принципів:
- Розробити ракету-носій за допомогою японських аерокосмічних технологій.
- Скоротити терміни і витрати на розробку за допомогою максимального використання відпрацьованих технологій.
- Розробити ракету, придатну для запуску з існуючого космодрому Танегасіма.
- Використовувати критерії проектування, які забезпечать достатню ефективність як головних систем, так і підсистем. Забезпечити впевненість в тому, що розробка буде виконана сумлінно, і з урахуванням вимог до безпеки.

Розробка РРД LE-7 почалась в 1984 році і проходила важко, був інцидент з загибеллю робітника (випадковий вибух). Перший двигун був довершений у 1994 році, на два роки відставши від графіку робіт. В 1990 році була заснована компанія Rocket System Corporation для обслуговування запусків створюваної ракети-носія. В 1994, агентство NASDA вдало запустило першу ракету H-II, і до 1997 року було виконано ще п'ять вдалих запусків. Однак за вартості запуску близько 19 млрд єн (190 млн доларів), носій не може змагатися на ринку з закордонними конкурентами, такими як Аріан. Частково це пов'язано з укріпленням курсу єни по відношенню до долара, який виріс з 240 єн за долар у 1984 році, на початок проекту, до 100 єн за долар в 1994 році. Почалась розробка нової ракети-носія H-IIA з метою зменшити вартість запуску.
Аварії п'ятого запуску у 1998 році і восьмого в наступному році, призвели до завершення виробництва і експлуатації носія H-II. Для розслідування причин аварій і перенаправлення ресурсів на розробку H-IIA, NASDA відмінило сьомий запуск ракети (яка повинна була бути запущена перед восьмою, але була перенесена на більш пізній термін через зрушення в графіку запусків), і завершило проект H-II.
| Запуск                       | Дата              | Назва КН                     | Шифр КН                                                              | Орбіта | Підсумок        |
| ---------------------------- | ----------------- | ---------------------------- | -------------------------------------------------------------------- | ------ | --------------- |
| TF1 (Випробувальний політ 1) | 4 лютого 1994     | Ryūsei                       | OREX (Orbital Re-entry Experiment)                                   | НОО    | Успішно         |
| TF1 (Випробувальний політ 1) | 4 лютого 1994     | Myōjō                        | VEP (Vehicle Evaluation Payload)                                     | ГПО    | Успішно         |
| TF2                          | 28 серпня 1994    | Kiku 6                       | ETS-VI (Engineering Test Satellite-VI)                               | ГСО    | Успішно         |
| TF3                          | 18 березня 1995   | Himawari 5                   | GMS-5 (Geostationary Meteorological Satellite-5)                     | ГСО    | Успішно         |
| TF3                          | 18 березня 1995   |                              | Space Flyer Unit                                                     | НОО    | Успішно         |
| F4                           | 17 серпня 1996    | Midori                       | ADEOS I                                                              | НОО    | Успішно         |
| F4                           | 17 серпня 1996    | Fuji 3                       | Fuji OSCAR 29, JAS-2                                                 | НОО    | Успішно         |
| F6                           | 27 листопада 1997 |                              | TRMM (Tropical Rainfall Measuring Mission)                           | НОО    | Успішно         |
| F6                           | 27 листопада 1997 | Kiku 7 (Orihime & Hikoboshi) | ETS-VII (Engineering Test Satellite-VII)                             | НОО    | Успішно         |
| F5                           | 21 лютого 1998    | Kakehashi                    | COMETS (Communications and Broadcasting Engineering Test Satellites) | ГСО    | Часткова вдача1 |
| F8                           | 15 листопада 1999 |                              | MTSAT-1 (Multi-functional Transport Satellite-1)                     | ГСО    | Невдача2        |
| F7                           | Скасовано         | Kodama                       | DRTS (Data Relay Test Satellite)                                     | ГПО    | Скасовано       |
| F7                           | Скасовано         | Tsubasa                      | MDS-1 (Mission Demonstration test Satellite-1)                       | ГПО    | Скасовано       |